# 캄피오네디탈리아

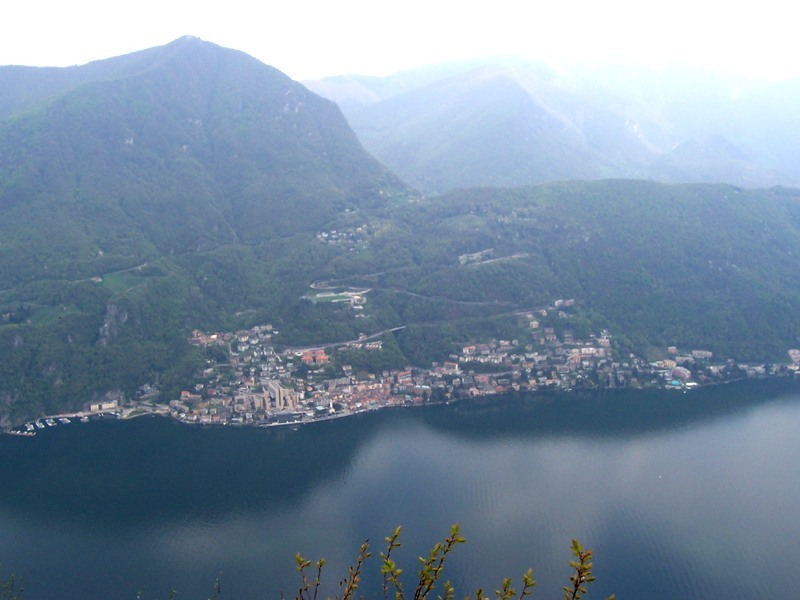
캄피오네디탈리아

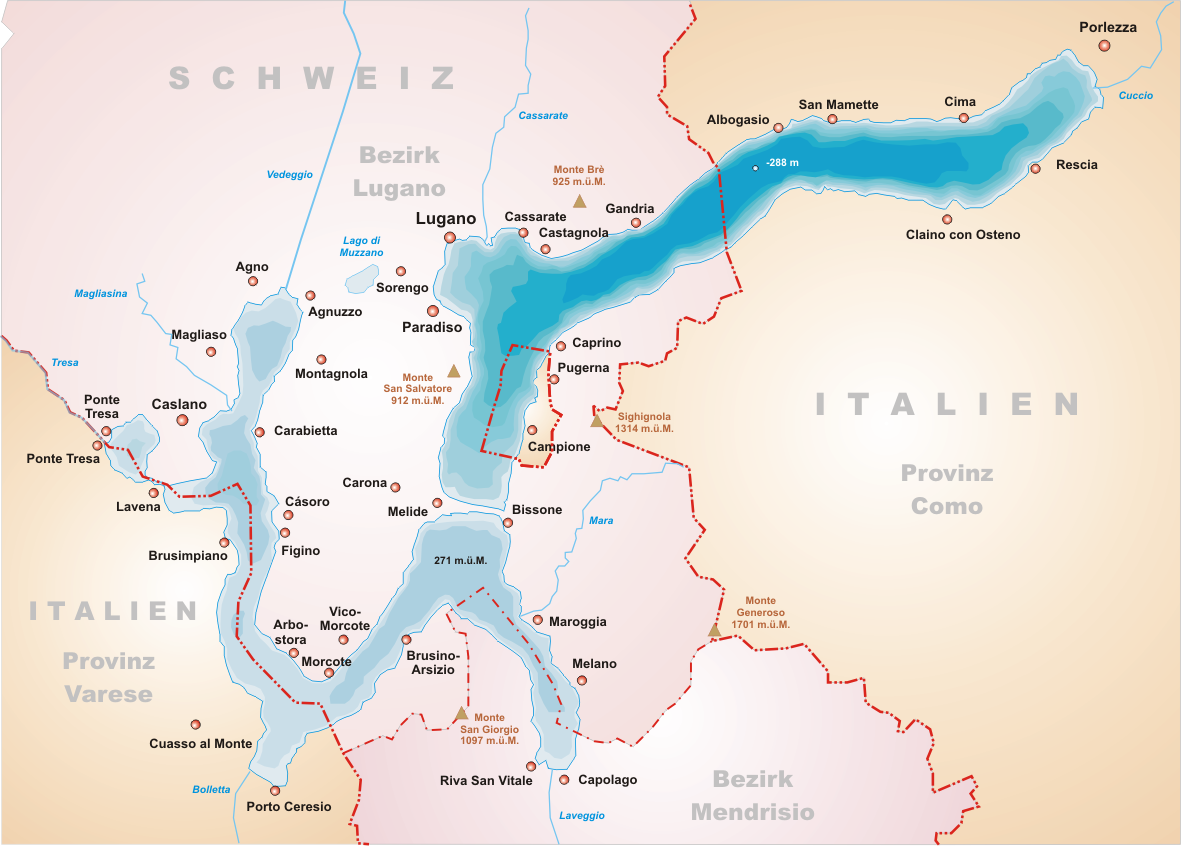
캄피오네디탈리아의 위치

캄피오네디탈리아(이탈리아어: Campione d'Italia)는 인구 2,279명의 이탈리아 롬바르디아주 코모도의 코무네로, 스위스 티치노주 안에 있는 이탈리아의 월경지(위요지)이다. 루가노호 서쪽에 위치하고 있으며, 캄피오네디탈리아에는 공영 카지노가 있다. 인접한 스위스의 카지노와의 큰 차이는 스위스에서는 카지노의 베팅하는 돈에 제한이 있지만 이탈리아에서는 무제한이라는 것이다.

## 인구
| 연도 | 인구  | ±%     |
| ---- | ----- | ------ |
| 1799 | 200   | —      |
| 1805 | 269   | +34.5% |
| 1809 | 156   | −42.0% |
| 1853 | 274   | +75.6% |
| 1861 | 311   | +13.5% |
| 1871 | 342   | +10.0% |
| 1881 | 383   | +12.0% |
| 1901 | 463   | +20.9% |
| 1911 | 552   | +19.2% |
| 1921 | 592   | +7.2%  |
| 1931 | 639   | +7.9%  |
| 1936 | 855   | +33.8% |
| 1951 | 1,022 | +19.5% |
| 1961 | 1,435 | +40.4% |
| 1971 | 1,979 | +37.9% |
| 1981 | 2,183 | +10.3% |
| 1991 | 2,181 | −0.1%  |
| 2001 | 2,267 | +3.9%  |
| 2011 | 2,158 | −4.8%  |

## 같이 보기
- 뷔징겐
- 리비아 (스페인)